# Zelotes viveki
Zelotes viveki är en spindelart som beskrevs av Gajbe 2005. Zelotes viveki ingår i släktet Zelotes och familjen plattbuksspindlar. Inga underarter finns listade i Catalogue of Life.